# Can Cirera
Can Cirera és una masia al terme municipal de Vallromanes (Vallès Oriental) al vessant sud-oest d'un puig a la dreta de la carretera Masnou-Granollers, des de la qual s'hi accedeix. Possiblement, la masia sigui del segle xvii, encara que actualment no es pot veure la data enlloc, que si bé hi havia estat, fou esborrada en unes obres d'instal·lació elèctrica. Només es recorda que les dues primeres xifres eren un 1 i un 6 i que les altres estaven molt esborrades. Actualment, es tracta d'un conjunt format per l'antiga masia, la nova residència annexa i les corts del bestiar. La masia és de planta rectangular amb tres ampliacions posterior encara que conserva la distribució primitiva. A la cuina hi ha una llar de foc i un forn de pa que es reflecteix a l'exterior com un cos semicircular fet de còdols rodats. El carener és paral·lel a la façana i es pot veure que la teulada fou aixecada sobre el nivell de l'original. A la façana només hi ha dues finestres amb brancals i llindes de pedra. La nova casa que s'afegí al costat dret data de finals de segle xix i no té massa interès arquitectònic.